# 니시노 쇼
니시노 쇼(일본어: 西野 翔 にしの しょう[*])는 일본의 전 AV 배우이다. 시즈오카현 출신.

## 프로필
| 니시노 쇼 | 니시노 쇼                  |
| --------- | -------------------------- |
| 출생      | 1985년 6월 29일            |
| 신체      | 159cm 81(C)-57-87 (cm) O형 |
| 취미      | 스노보드, 웨이크보드, 다트 |

## 약력
- 2004년 - KUKI 전속 여배우로서 AV 데뷔.
- 2005년 - 아이에나지 전속 여배우로서 셀 데뷔.
- 2007년 11월 - 에스원 전속에서 프리미엄으로 이적.
- 2008년 3월 - MOODYZ로 이적.
- 2014년 8월 - 어택커즈로 이적.

## 방송 출연
2005년부터는 텔레비전 드라마에도 출연했다.
- <특명 계장·타다노 히토시> (2005년 3월 11일 TV 아사히)
- <GARO> 제24화·25화 (2006년 3월 24일·31 TV 도쿄) - 메시아 역
- <엘리트 양키 사부로> (2007년 4월 13일 6월 29 TV 도쿄) - 레이디스=리나 역
- <신주쿠 스완> 3화·4화 (2007년 9월 1일·9월 15 TV 도쿄) - 아오이 역
- <검은 태양 '07 스페셜> (2007년 9월 21일, TV 아사히) - 캬바쿠라 호스트 · 시온 역
- <비서의 거울>11 화 (2008년 6월 20일, TV 도쿄) - 쿠니요시 쿄코 역
- <토요일 와이드 극장 "불꽃의 경비 대장 · 이가라시 모리오"> (2010년 1월 16일, TV 아사히)
- <양왕3 ~ Special Edition ~> 제1화 (2010년 10월 7일, TV 도쿄)
- <업계 LOVE STORY ~ 그래서 TV는 재미있어~> (2011년 5월 4일 도카이 TV)
- <유류 수사> 제5회 (2011년 5월11일, TV 아사히/도에이)